# 이매지너리
《이매지너리》(영어: Imaginary)는 미국에서 제작된 2024년 초자연 공포 영화이다. 제프 워들로가 연출과 제작을 맡았으며, 제이슨 블럼이 블럼하우스 프로덕션스를 통해 제작에 참여하였다. 더완다 와이즈, 톰 페인 등이 출연하였다.
평단으로부터 대체로 부정 평가를 받았다.

## 줄거리
작가 제시카는 남편 맥스, 맥스가 이전 결혼에서 얻은 의붓딸 테일러, 앨리스와 함께 어렸을 적에 살았던 집으로 이사한다. 어린 앨리스는 지하실에서 발견한 곰 인형에게 촌시라는 이름을 붙여주고 상상 속 친구로 대하며 강한 애착 관계를 형성한다.
그러나 촌시는 단순한 곰 인형이 아니었고, 앨리스는 네버 에버(Never Ever)의 세계로 끌려가고 만다. 제시카는 자신 역시 어려서 촌시에게 유인을 당해 네버 에버에 간 적이 있다는 걸 알게 된다.

## 출연
- 더완다 와이즈 - 제시카 역
- 톰 페인 - 맥스 역
- 베티 버클리 - 글로리아 역